# Camerunia
Camerunia é um gênero de mariposa pertencente à família Bombycidae.